# Departament d'Atlántida
El departament d'Atlántida és un dels 18 departaments en què es divideix la república d'Hondures.

## Història
El departament va ser creat oficialment en 1902, des de territoris pertanyents a Colón, Cortès i Yoro. Durant 1910 la població del departament era d'11.370 habitants, destacant la localitat de La Ceiba, a causa que a més de ser la capital, tenia una gran població activa.

## Geografia

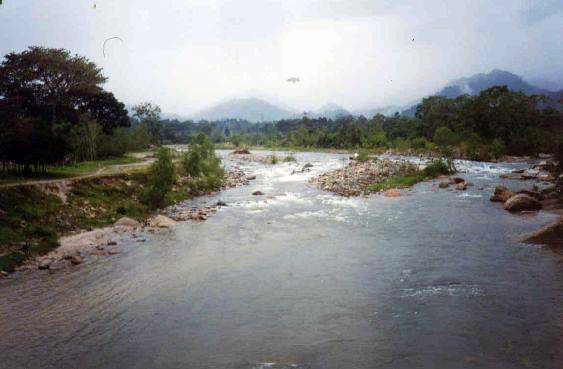
Riu San Juan, en el municipi d'Arizona.

Atlántida presenta dues regions fisiogràfiques diferenciades, una plana i una altra muntanyenca. La primera s'estén al llarg de la costa del Carib, formant àmplies i atractives platges, i té com a accident costaner més notable la Badia de Tela, els extrems de la qual són les puntes Surt a l'oest, i Izopo a l'est. La regió muntanyenca la comprèn la Sierra Nobre de Dios, en aquesta s'alça el Pico Bonito, el punt més alt del departament.
El clima és tropical plujós i temperat en la plana costanera, el sistema hidrològic està conformat pels rius Ulúa, Leán, Cangrejal, Danto, Cuero, Salado, Papaloteca i San Juan.
El Departament d'Atlántida, està situat en el sector septentrional d'Hondures. Limita al nord amb el mar Carib, on se situa l'el departament d'Illes de la Badia; al sud amb el departament de Yoro; a l'est amb el departament de Colón i a l'oest amb el departament de Cortés.
El departament té com a capçalera departamental a la ciutat portuària de La Ceiba, la tercera ciutat més important del país després de la ciutat cabdal de Tegucigalpa, M.D. de C. i la ciutat de San Pedro Sula.

## Divisió administrativa

### Municipis
| Municipios del departamento de Atlántida |               |               |                 |
| Municipis del Departament d'Atlàntida    |               |               |                 |
| Núm.                                     | Municipi      | Cabecera      | Població (2001) |
| 1                                        | Arizona       | Arizona       | 19.660          |
| 2                                        | El Porvenir   | El Porvenir   | 14.437          |
| 3                                        | Esparta       | Esparta       | 15.486          |
| 4                                        | Jutiapa       | Jutiapa       | 27.472          |
| 5                                        | La Ceiba      | La Ceiba      | 127.590         |
| 6                                        | La Masica     | La Masica     | 22.682          |
| 7                                        | San Francisco | San Francisco | 10.683          |
| 8                                        | Tela          | Tela          | 77.031          |

## Diputats
El departament d'Atlántida té una representació de 8 diputats al Congrés Nacional d'Hondures.